# مكتبة الأدوات

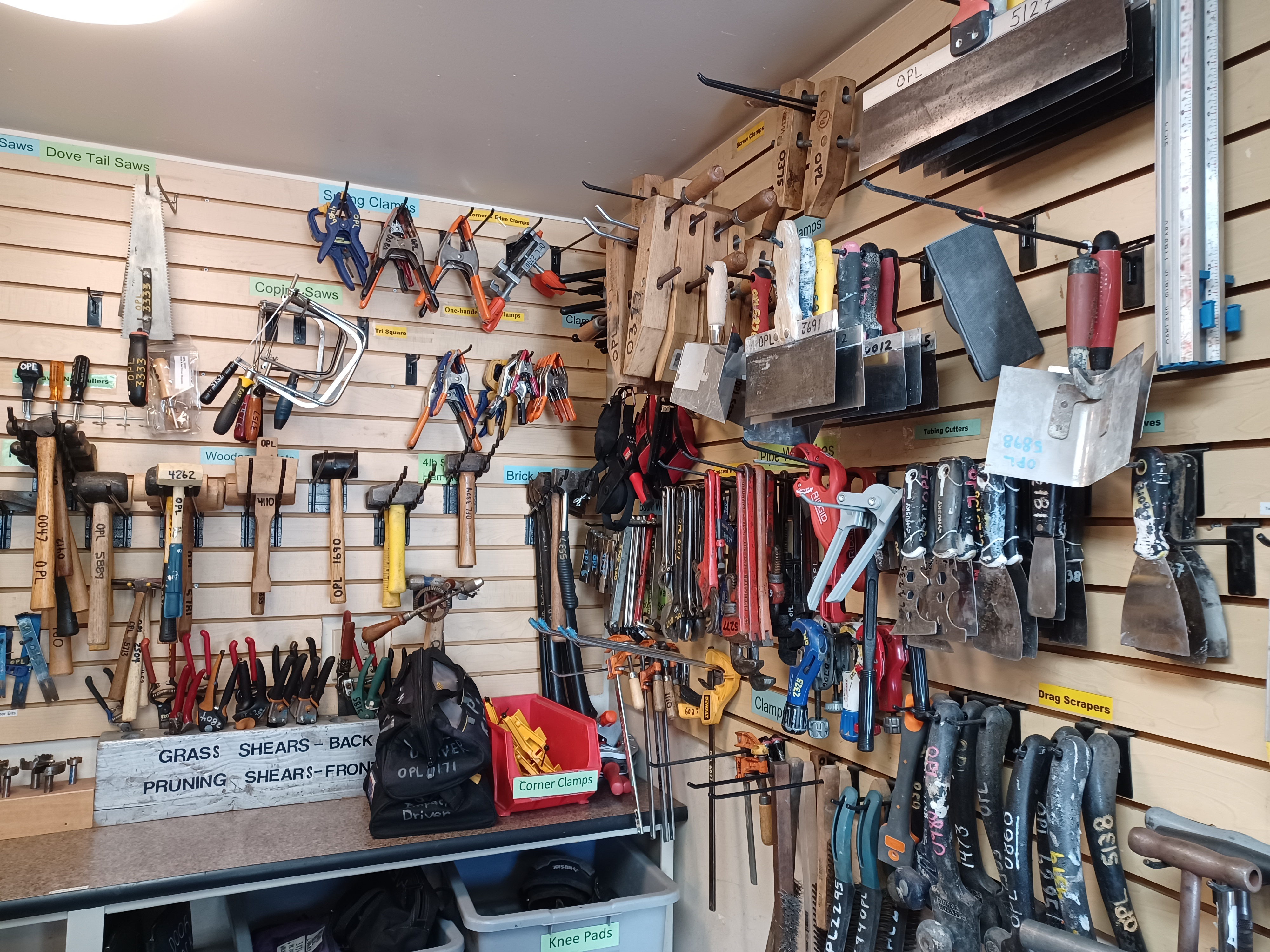
أدوات متاحة للاستعارة في مكتبة أوكلاند لإقراض الأدوات في أوكلاند، كاليفورنيا، الولايات المتحدة

مكتبة الأدوات (بالإنجليزية: Tool library) هي منظمة مجتمعية غير ربحية تتيح للأفراد استعارة الأدوات والمعدات المنزلية والزراعية والصناعية، على غرار استعارة الكتب من المكتبات العامة. تسهم هذه المبادرات في تقليل النفقات الشخصية وتعزيز مفاهيم الاقتصاد التشاركي والاستهلاك المستدام، إذ تتيح للمجتمع المحلي الوصول إلى أدوات نادرة الاستخدام دون الحاجة إلى شرائها.

## التاريخ
أُسست أول مكتبة معروفة لإقراض الأدوات من قِبل نادي غروس بوينت روتاري في غروس بوينت، ميشيغان، عام 1943. في أواخر السبعينيات وأوائل الثمانينيات، انطلق ما يُمكن اعتباره الجيل الأول من مكتبات إقراض الأدوات. في عام 1976، أُسست مكتبة لإقراض الأدوات في كولومبوس، أوهايو؛ كانت تُديرها في الأصل المدينة، وتُديرها الآن منظمة مودكون ليفينغ، وهي منظمة غير ربحية تعمل على الحفاظ على المنازل والمجتمعات المحلية في وسط أوهايو وإنعاشها. تُتيح مكتبة مودكون ليفينغ للأدوات أكثر من 4500 أداة مجاناً للأفراد والمنظمات غير الربحية. عام 1978، أُسست مكتبة فيني للأدوات في جمعية حي فيني (PNA) في شمال وسط سياتل، وأُسست مكتبة بيركلي للأدوات عام 1979 في بيركلي، كاليفورنيا. وأُسست العديد من هذه المكتبات بمنح مجتمعية.
في عام 2009، أطلق مجتمع غرب سياتل في واشنطن مكتبة أدوات غرب سياتل، التي توفر مجموعة واسعة من الأدوات والموارد للأفراد والمؤسسات، وتشجع بشكل خاص على الحياة الحضرية المستدامة. في عام 2011، أدرجت مجلة بوبيلار ميكانكس "بناء مكتبة أدوات محلية" ضمن أفضل عشر طرق لتغيير العالم، مع تسليط الضوء على مكتبة أدوات غرب سياتل.
رداً على هذا الاعتراف، تم إنشاء مشروع يسمى "Share Starter" الذي يرسم خرائط لمكتبات الأدوات في جميع أنحاء العالم ويقدم "مجموعة الأدوات الخاصة ببدء تشغيل مكتبة الأدوات" المجانية لأي مجتمع مهتم ببدء مكتبة إقراض خاصة به.

## الانتشار
نظراً لشعبية مكتبات الأدوات المتزايدة وتاريخ نجاحها الحافل، تلعب مكتبات الأدوات وبنوكها دوراً هاماً في اقتصاد المشاركة، ويمكن العثور عليها في العديد من المكتبات العامة المحلية ومختبرات الاختراق. توجد مكتبات الأدوات أيضاً خارج الولايات المتحدة، مع وجود العديد منها في المملكة المتحدة، على سبيل المثال في إدنبرة، وجلاسكو وليفربول، وفي النرويج. كما توجد تعاونيات سكنية مع ورش عمل مشتركة، على سبيل المثال كامبن بوريتسلاج في أوسلو.